# Josef Metzger
Josef Metzger (Berežani, 19. siječnja 1870. – Ollersbach, 28. srpnja 1921.) je bio austrougarski general i vojni zapovjednik. Tijekom Prvog svjetskog rata obnašao je dužnost načelnika operativnog odjela Glavnog stožera, te zapovijedao 1. pješačkom divizijom na Talijanskom i Zapadnom bojištu.

## Vojna karijera
Josef Metzger je rođen 19. siječnja 1870. u Berežaniju u Galiciji. Vojnu naobrazbu stječe u Terezijanskoj vojnoj akademiji nakon čega s činom poručnika služi u 3. pješačkoj pukovniji. Od 1891. pohađa Ratnu vojnu školu u Beču koju završava 1893. godine. Tijekom pohađanja Ratne škole, 1892. godine, promaknut je u čin natporučnika. Nakon što je služio u raznim jedinicama austrougarske vojske, u ožujku 1896. raspoređen je u operativni odjel Glavnog stožera u kojem služi veći dio svoje karijere. Godine 1896. unaprijeđen je u čin satnika, čin bojnika dostiže u svibnju 1904., dok je u čin potpukovnika promaknut u svibnju 1909. godine. U travnju 1910. imenovan je načelnikom operativnog odjela Glavnog stožera, te na toj dužnosti sudjeluje u izradi ratnih planova austrougarske vojske. Godinu dana poslije tog imenovanja, u svibnju 1911., unaprijeđen je u čin pukovnika.

## Prvi svjetski rat
Na početku Prvog svjetskog rata Metzger obnaša dužnost načelnika operativnog odjela Glavnog stožera. U tom svojstvu sudjeluje u planiranju svih operacija austrougarske vojske. U siječnju 1915. promaknut je u čin general bojnika, da bi u svibnju 1916. bio unaprijeđen u čin podmaršala. Istodobno s tim promaknućem imenovan je i zamjenikom načelnika Glavnog stožera. 
U travnju 1917. smijenjen je s mjesta zamjenika načelnika Glavnog stožera, te imenovan zapovjednikom 1. pješačke divizije koja se nalazila na Talijanskom bojištu. Zapovijedajući 1. pješačkom divizijom sudjeluje u Desetoj i Jedanaestoj bitci na Soči. U Bitci kod Kobarida u kojoj se 1. pješačka divizija nalazila u sastavu 14. armije prodire do rijeke Piave za što je i odlikovan. Nakon toga, u lipnju 1918., sudjeluje u neuspješnoj Bitci na Piavi, da bi u srpnju bio premješten na Zapadno bojište gdje divizija drži položaje sjeverno od Verduna.

## Poslije rata
Nakon završetka rata Metzger je s 1. siječnjem 1919. umirovljen. Preminuo je 28. srpnja 1921. u 52. godini života u Ollersbachu kraj St. Pöltena.